# Pseudorthocladius wingoi
Pseudorthocladius wingoi is een muggensoort uit de familie van de dansmuggen (Chironomidae). De wetenschappelijke naam van de soort is voor het eerst geldig gepubliceerd in 1983 door Saether and Sublette.